# Commaladera costatipennis
Commaladera costatipennis är en skalbaggsart som beskrevs av Moser 1915. Commaladera costatipennis ingår i släktet Commaladera och familjen Melolonthidae. Inga underarter finns listade i Catalogue of Life.